# Умершие в ноябре 2014 года
Это список известных людей, соответствующих установленным критериям значимости (см. Википедия:Критерии значимости персоналий), умерших в ноябре 2014 года.
Причина смерти указывается лишь в исключительных случаях (убийство, самоубийство, гибель в результате военных действий, смертная казнь, ДТП или несчастные случаи). В остальных случаях — не указывается.

### 30 ноября
- Белых, Иван Ильич (68) — советский и российский писатель[1].
- Гаврилин, Вячеслав Михайлович (83) — советский спортивный журналист, главный редактор газеты «Советский спорт» (1983—1984), заместитель председателя Госкомспорта СССР и вице президент НОК СССР (1988—1991)[2].
- Гамлин, Ярбом (64) — индийский политик, главный министр Аруначал-Прадеш (2011)[3].
- Го Сэйгэн (100) — японский игрок в го китайского происхождения[4].
- Костренко, Александр Сергеевич (33)[значимость?] — украинский общественный деятель, заместитель главы правления ГО «Антикоррупционный комитет Майдана»; убит[5].
- Харуф, Кент (71) — американский писатель[6].

### 29 ноября
- Ахмад Вартам (79) — сингапурский футболист, вратарь национальной сборной[7].
- Аширу, Олугбенга (66) — нигерийский государственный деятель, министр иностранных дел (2011—2013)[8].
- Заев, Пётр Иванович (61) — советский боксёр, серебряный призёр летних Олимпийских игр в Москве (1980)[9].
- Ким Гён Хи (68) — северокорейский государственный и политический деятель, дочь Ким Ир Сена; инсульт (о смерти объявлено в этот день)[10].
- Кучинский, Александр Владимирович (47) — украинский журналист, главный редактор еженедельника «Криминал-экспресс»; убит (тело обнаружено в этот день)[11][12].
- Лейва, Валентина (67) — мексиканская актриса и певица[13][14].
- Макдональд, Брайан (86) — канадский танцор, хореограф и театральный директор[15].
- Оскар, Гилель (55) — израильский крикетист, игрок национальной сборной, судья международной категории; несчастный случай[16].
- Сидоров, Пётр Семёнович (79) — советский и российский специалист по авиационным происшествиям, заслуженный работник транспорта Российской Федерации (2000)[17].
- Стрэнд, Марк (80) — американский поэт, эссеист и переводчик, поэт-лауреат США (1989), лауреат Пулитцеровской премии (1999)[18].
- Шапошников, Анатолий Владимирович (91) — советский и российский авиаконструктор, один из создателей самолётов Ил-38, Ил-62, Ил-86, участник Великой Отечественной войны; инфаркт миокарда[19].

### 28 ноября
- Акль, Саид (102) — ливанский поэт, писатель, переводчик[20].
- Гомес Боланьос, Роберто[англ.] (85) — мексиканский комедийный актёр, режиссёр, продюсер и сценарист-драматург[21].
- Капойи, Ласло (венг.) (82) — венгерский политик, государственный деятель, учёный и бизнесмен, министр промышленности (1983—1987), иностранный член АН СССР/РАН (1988)[22][23]
- Максименко, Владимир Евгеньевич (76) — советский и российский историк и археолог, профессор кафедры археологии и истории древнего мира Института истории и международных отношений Южного федерального университета, доктор исторических наук[24].
- Сентименти, Лучидио (94) — итальянский футболист, голкипер клубов «Ювентус» (1942—1949) и «Лацио» (1949—1954)[25].
- Серко, Анатолий (50)[значимость?] — российский композитор и исполнитель, автор гимна города Костомукша[26].
- Сугавара, Бунта (81) — японский киноактёр и сэйю[27].
- Сыгай, Аширбек (67) — советский и казахстанский театральный критик, заслуженный деятель искусств Казахской ССР (1989), лауреат Государственной премии Республики Казахстан (2000), лауреат независимой премии «Платиновый Тарлан» (2005)[28].
- Янбеков, Венер Ахметович (76) — советский и российский башкирский поэт и журналист, брат поэта и журналиста Рамиля Янбекова[29].

### 27 ноября
- Готтшальк, Аугуст (92) — немецкий футболист[30].
- Джеймс, Филлис Дороти (94) — британская писательница[31].
- Калачихин, Валерий Алексеевич (75) — советский волейболист, игрок сборной СССР (1963—1964), чемпион летних Олимпийских игр в Токио (1964)[32].
- Лоунер, Мордехай (86) — американский актёр[33][34].
- Махаринец, Николай Григорьевич (102) — советский и российский журналист, собственный корреспондент ТАСС (1940—1975)[35].
- Микульский, Станислав (85) — польский актёр кино и театра[36].
- Ульянич, Виктор Петрович (65) — советский боксёр, чемпион Европы (1973), финалист чемпионата Европы (1975)[37].
- Фёдоров, Борис Владимирович (66) — советский и российский художник по стеклу, действительный член Российской академии художеств, заслуженный художник Российской Федерации (1992)[38].
- Хьюз, Филлип[англ.] (25) — австралийский крикетист; несчастный случай[39].
- Ябланс, Фрэнк[англ.] (79) — американский сценарист и продюсер («Ярость», «Звёздная палата»), президент компании Paramount Pictures (1971—1975)[40].

### 26 ноября
- Бонсэлл, Артур (97) — британский государственный служащий, директор Центра правительственной связи (1973—1978)[41].
- Гольдбергер, Мервин Леонард (92) — американский физик-теоретик, член Национальной АН США (1963)[42].
- Датев (Гарибян) (77) — епископ Армянской Апостольской Церкви, епископ Сан Пауло и Бразилии (1980—2014)[43].
- Ди, Дональд (71) — американский баскетболист чемпион летних Олимпийских игр в Мехико (1968)[44].
- Дюрингер, Аннемари (89) — швейцарская актриса[45][46].
- Конрад, Янош (73) — венгерский ватерполист, чемпион летних Олимпийских игр в Токио (1964), бронзовый призёр летних Олимпийских игр в Риме (1960) и летних Олимпийских игр в Мехико (1968)[47].
- Кубицкий, Януш (83) — польский актёр театра, кино и телевидения[48].
- Кырджан, Фикрет (94) — турецкий футболист, шестикратный чемпион страны, участник летних Олимпийских игр в Лондоне (1948)[49].
- Михоэлс, Нина Соломоновна (89) — советский и израильский театральный режиссёр, педагог, доктор искусствоведения, дочь Соломона Михоэлса[50].
- Сабах (87) — ливанская актриса и певица[51].
- Соф, Анхель Тулио (86) — аргентинский футболист и тренер[52].
- Трамбле, Жиль (75) — канадский хоккеист, четырёхкратный обладатель Кубка Стэнли (1965, 1966, 1968, 1969) в составе «Монреаль Канадиенс»[53].
- Финлейсон, Малкольм (84) — британский футбольный вратарь, двукратный чемпион Англии (1957/58, 1958/59) в составе «Вулверхэмптон Уондерерс»[54].
- Фрейзер, Фрэнки (90) — британский гангстер[55].

### 25 ноября
- Астраханкина, Галина Васильевна (89) — советская и российская театральная актриса, выступавшая на сцене Камчатского театра драмы и комедии, народная артистка РСФСР (1977)[56].
- Вайнштейн, Виктор Хельмутович (78) — советский и российский хирург и общественный деятель, народный депутат России[57].
- Гапка, Петр (70) — чешский композитор[58].
- Гундарцев, Владимир Ильич (69) — советский биатлонист, олимпийский чемпион в эстафете на зимних Олимпийских играх в Гренобле (1968)[59].
- Милани, Аурелио (80) — итальянский футболист, центральный нападающий, лучший бомбардир чемпионата Италии сезона 1961/62[60].
- Мошкаркин, Игорь Владимирович (71) — российский актёр и преподаватель Театрального института имени Щепкина[61].
- Харман, Денхем (98) — американский геронтолог, создатель свободнорадикальной теории старения[62].

### 24 ноября
- Балаж, Эржебет (94) — венгерская гимнастка, серебряный призёр летних Олимпийских игр в Лондоне (1948)[63].
- Быстров, Юрий Александрович (83) — советский и российский специалист в области вакуумной и газоразрядной электроники, заместитель руководителя Центра высшего образования Санкт-Петербургского академического университета — научно-образовательного центра нанотехнологий РАН, заслуженный деятель науки и техники Российской Федерации (1992), лауреат Государственной премии Российской Федерации (2000); двукратный чемпион СССР по академической гребле[64].
- Деора, Мурли (77) — индийский политик, министр нефти и природного газа (2006—2011)[65].
- Егиазарян, Феликс Елисеевич (67) — советский армянский художник («Белая кость») [kino-teatr.ru/kino/painter/sov/22573/bio/].
- Манойлович, Ненад (57) — югославский ватерполист и тренер, старший тренер мужской сборной Югославии по водному поло (2000—2004), которая под его руководством становилась победителем чемпионатов Европы, призёром Олимпийских игр и чемпионатов мира[66].
- Нил, Джон (82) — английский футболист и тренер[67].
- Садовников, Георгий Михайлович (82) — советский писатель и сценарист («Большая перемена»)[68].
- Сизова, Алла Ивановна (75) — советская балерина, педагог, народная артистка СССР (1983)[69].
- Сторм, Эми (89) — шведская актриса[70][71].
- Тихонов, Виктор Васильевич (84) — советский хоккеист и тренер. Трижды приводил сборную СССР и Объединённую команду к званию олимпийского чемпиона (1984, 1988, 1992), восемь раз — к титулу чемпион мира, 13 раз выигрывал чемпионат СССР с ЦСКА. Заслуженный тренер СССР (1978)[72].

### 23 ноября
- Барри, Мэрион (78) — американский политик, мэр Вашингтона (1979—1991, 1995—1999)[73].
- Дюк, Элен (97) — французская актриса[74][75].
- Коротаев, Владимир Иванович (74) — советский и российский историк, профессор кафедры отечественной истории Института социально-гуманитарных и политических наук Северного (Арктического) федерального университета им. М. В. Ломоносова, заслуженный работник высшей школы Российской Федерации (2013)[76].
- Куинн, Пэт (71) — канадский хоккеист и тренер, главный тренер сборной Канады, победившей на зимней Олимпиаде в Солт-Лейк-Сити (2002)[77].
- Оливер, Мюррей[англ.] (77) — канадский хоккеист, участник матчей «Всех звёзд НХЛ» (1963, 1964, 1965, 1967, 1968)[78].
- Райхлинг, Рудольф (90) — швейцарский гребец, серебряный призёр летних Олимпийских игр в Лондоне (1948)[79].
- Родионов, Максим Николаевич (50) — советский и российский моряк и педагог, капитан барка «Седов» (с 2006 года)[80].
- Чени, Дороти (98) — американская теннисистка-любительница, чемпионка Австралии 1938 года в одиночном разряде, член сборной США в Кубке Уайтмен, обладательница более чем 300 титулов чемпионки США в различных возрастных категориях и разрядах[81].
- Щербаков, Евгений Васильевич (73) — советский артист балета, солист балетной труппы Кировского (Мариинского) театра (1959—1982)[82].
- Юлтыева, Нинель Даутовна (88) — советская татарская балерина, педагог, хореограф, народная артистка РСФСР (1957); дочь Даута Юлтыя[83].

### 22 ноября
- Анджелини, Фьоренцо (98) — итальянский куриальный кардинал[84].
- Бэрри, Клэр (94) — американская певица, участница эстрадного дуэта «Сёстры Бэрри»[85][86].
- Веньков, Сергей Вадимович (64) — советский футболист («Текстильщик» Иваново, «Торпедо» Москва)[87].
- Гилязов, Ринат Риязович (69) — советский государственный деятель, председатель исполкома Набережночелнинского городского Совета (1974—1984)[88].
- Емельянов, Владимир Леонтьевич (68) — советский киноактёр («Импровизация на тему биографии», «Знак беды»)[89].
- Ерохин, Владислав Всеволодович (78) — советский и российский фтизиатр и патоморфолог, директор ФГБУ «Центральный научно-исследовательский институт туберкулёза» РАН (с 1999 года), член-корреспондент РАН, Президент Российского общества фтизиатров, заслуженный деятель науки Российской Федерации (1996)[90].
- Закиров, Мухамет Тафтизанович (63) — российский башкирский поэт[91].
- Замир, Исраэль (85) — израильский писатель, журналист и переводчик; сын писателя Исаака Башевиса-Зингера (о смерти стало известно в этот день)[92].
- Попко, Мацей (77) — польский ориенталист, хеттолог, профессор Восточного отделения Варшавского университета[93].
- Пула, Эмиль (94) — французский историк и социолог, руководитель исследовательских работ в Высшей школе социальных наук и Национальном центре научных исследований[94].
- Сеу Лунга[порт.] (87) — бразильский поэт и бизнесмен[95].
- Сорочкин, Александр Михайлович (75) — советский и российский художник, заслуженный художник Российской Федерации (1999)[96].

### 21 ноября
- Амбарцумян, Григорий Давидович (81) — советский футболист («Спартак» Ереван), мастер спорта СССР (1960), заслуженный тренер Армянской ССР (1966)[97].
- Ван Кунь (89) — китайская певица и актриса[98].
- Колесник, Светлана Григорьевна (?) — российский общественный деятель, президент Фонда развития информационной политики[99].
- Костылёв, Антон Игоревич (45) — российский журналист, главный продюсер РИА Новости и МИА «Россия сегодня» (с 2013 года); самоубийство[100].
- Степовик, Марина Юрьевна (55) — российский тренер по академической гребле[101].
- Ураков, Эдуард Семёнович (73) — советский и российский театральный актёр, режиссёр и телеведущий детских передач, заслуженный артист РСФСР (1987)[102].
- Эдер, Ричард (82) — американский журналист, лауреат Пулитцеровской премии (1987)[103].
- Эпельбаум-Марченко, Брунгильда Петровна (87) — молдавский советский скульптор, жена скульптора Наума Эпельбаума (о смерти стало известно в этот день)[104].

### 20 ноября
- Альба, Каэтана Фитц-Джеймс Стюарт (88) — 18-я герцогиня Альба, глава дома Альба (с 1953 года); общественный деятель Испании[105].
- Бастус, Марсиу (79) — бразильский политик, министр юстиции (2003—2007)[106].
- Бартрам, Джон (89) — австралийский легкоатлет.
- Баттерворт, Артур (91) — американский композитор и дирижёр[107].
- Вишневский, Вадим Миронович (53)[значимость?] — украинский бизнесмен и общественный деятель, председатель Совета регионов Еврейской общины Украины[108].
- Дауд, Нисим[англ.] (87) — британский писатель и переводчик[109].
- Пожела, Юрас Карлович (88) — советский и литовский физик, академик (1968) и президент (1984—1992) Академии наук Литвы, академик РАН (1991; академик АН СССР с 1984), Герой Социалистического Труда (1985)[110].
- Пучка, Георг-Юрис (79) — советский и латышский актёр театра и кино («Смерть под парусом», «Семья Зитаров»)[111].
- Хеунг, Джимми (64) — гонконгский продюсер («Бог игроков»)[112].
- Хесфорд, Иэн (54) — английский футболист, лучший футболист Гонконга (1992, 1993, 1994) (о смерти объявлено в этот день)[113].

### 19 ноября
- Арслан, Ахмед Алауддин (?) — иорданский военачальник, бывший командир спецназа, генерал бронетанковых войск, дважды Герой Хашемитского Королевства Иордании (о смерти объявлено в этот день)[114].
- Бхаскар, Рой (70) — британский социолог и философ[115].
- Лосада, Кольдо (54) — испанский актёр[116].
- Мазлоуми, Голам (64) — иранский футболист, чемпион Азиатских игр (1974)[117].
- Николс, Майк (83) — американский режиссёр театра и кино, писатель и продюсер; один из обладателей всех главных наград американской индустрии развлечений: «Оскар», «Золотой глобус», «Грэмми», «Эмми» и «Тони»[118].
- Ойос, Рамон[исп.] (82) — колумбийский велосипедист, чемпион Панамериканских игр (1955)[119].
- Суменов, Николай Мухтарбекович (76) — российский киновед, советник министра культуры Российской Федерации, кандидат искусствоведения[120].
- Шатохин, Сергей Антонович (75) — российский учёный-философ, педагог, общественный деятель[121].
- Эрикссон, Бенгт (83) — шведский лыжник-двоеборец, серебряный призёр зимних Олимпийских игр в Кортина-д’Ампеццо (1956)[122].

### 18 ноября
- Жиль, Ален (69) — французский баскетболист, чемпион Франции (1981), игрок национальной сборной (1962—1977)[123].
- Ахмад аль-Лавзи (89) — иорданский политик, премьер-министр (1971—1973)[124].
- Монно, Шахзада — пакистанский политик, министр торговли, текстильной промышленности, приватизации и инвестиций (2007—2008)[125].
- Персонн, Фред (81) — французский актёр[126][127].

### 17 ноября
- Бургдорфер, Вилли (89) — американский врач и бактериолог, открывший бактерии, вызывающие болезнь Лайма, названные его именем (Borrelia burgdorferi)[128].
- Дауни, Джон Томас (84) — американский государственный и общественный деятель, агент ЦРУ, проведший более 20 лет в плену в КНР[129].
- Мозоля, Владимир Спиридонович (89) — российский художник[130].
- Ная, Рокуро (82) — японский сэйю[131].
- Пантелич, Илия (72) — югославский футболист, вратарь сборной Югославии по футболу (1964—1968), серебряный призёр чемпионата Европы (1968)[132].
- Раффин, Джимми (78) — американский певец[133].
- Френцель, Билл (Уильям Элдридж) (86) — американский политический деятель, депутат Конгресса США от Республиканской партии[134].
- Чабан, Омар (62) — аргентинский антрепренёр, осуждённый за пожар в ночном клубе «Республика Кроманьон» как владелец клуба[135].
- Юрьев, Юрий Юрьевич (70) — российский звонарь и музейный реставратор[136].

### 16 ноября
- Арредондо, Эктор (44) — мексиканский актёр («Женские секреты»)[137].
- Вьехо, Хосе (65) — испанский велогонщик, победитель Тура Польши (1972), рекордсмен Тур де Франс (1976)[138].
- Горбани, Бабак (25) — иранский борец классического стиля, чемпион Азии (2010) и летних Азиатских игр (2010)[139].
- Ким Чжа Ок (63) — южнокорейская киноактриса, неоднократный лауреат национальных премий[140].
- Кирилов, Йован (83) — сербский драматург и театральный критик[141].
- Конвелл, Эстер (92) — американский физик, лауреат медали Эдисона (1997)[142].
- Московичи, Серж (89) — французский психолог[143].
- Орехов, Виталий Владимирович (78) — советский и российский архитектор, народный архитектор Российской Федерации (2003)[144].
- Пилсудская, Ядвига (94) — одна из первых польских женщин-лётчиков, дочь Юзефа Пилсудского[145].
- Райз, Аттила (38) — венгерский хоккеист, нападающий сборной Венгрии[146].
- Сандерс, Карл (89) — американский политик, губернатор Джорджии (1963—1967)[147].
- Сепиашвили, Отар Исаакович (84) — советский и грузинский телеведущий[148].
- Чамплин, Чарльз (88) — американский кинокритик, член жюри 42-го Берлинского международного кинофестиваля (1992)[149].
- Ши Цзюэгуан (95) — гонконгский буддийский монах, председатель Буддийской Ассоциации Гонконга (с 1966 года)[150].

### 15 ноября
- Борисова, Мара Борисовна (88) — советский и российский филолог, доктор филологических наук, профессор Саратовского государственного университета им. Н. Г. Чернышевского, исследовательница языка и стиля Максима Горького[151].
- Казиев, Шамиль Рамазанович (70) — советский и российский дагестанский поэт, переводчик, редактор Дагестанского книжного издательства, лауреат Государственной премии Дагестана имени Сулеймана Стальского (1985) и всероссийской литературной премии имени Петра Ершова[152].
- Клерг, Люсьен (80) — французский фотохудожник, Президент Академии изящных искусств Франции (с 2013 года)[153].
- Мезаг, Валери (30) — французский и камерунский футболист, игрок сборной Камеруна (2003—2004) (тело найдено в этот день)[154].
- Уидерс, Редж (90) — австралийский политик, сенатор (1966, 1968—1987), лидер Либеральной партии в Сенате (1972—1978), мэр Перта (1991—1994)
- Франсуа, Хантер (90) — сентлюсийский политик, министр просвещения, здравоохранения и социального обеспечения (1964—1974)[155].
- Чалкер, Джек Бриджер (96) — британский художник, педагог и военный деятель[156].

### 14 ноября
- Барнард, Мариус (87) — южноафриканский хирург, один из пионеров операций по пересадке сердца, изобретатель системы страхования при критических заболеваниях[157].
- Бирн, Джейн (80) — американский политик, мэр Чикаго (1979—1983)[158].
- Браун, Дием (32) — британская тележурналистка; рак толстой кишки[159].
- Ван-Дунем, Афонсу (73) — ангольский дипломат и государственный деятель, министр иностранных дел Анголы (1985—1989)[160].
- Дынкин, Евгений Борисович (90) — советский и американский математик, член Национальной академии наук США[161].
- Жатен, Адиб (85) — бразильский хирург и политик, министр здравоохранения (1992, 1995—1996)[162].
- Жданов, Владимир Андреевич (77) — советский и российский скульптор, заслуженный художник Российской Федерации (2002)[163].
- Ларсон, Глен (77) — американский сценарист и продюсер («Каскадёры», «Частный детектив Магнум»)[164].
- Лебенталь, Джеймс (86) — американский продюсер и бизнесмен, номинант на премию «Оскар» за лучший игровой короткометражный фильм (1959)[165].
- Спитери, Лино (76) — мальтийский политик, министр финансов (1981—1983, 1996—1997)[166].
- Фомичёва, Ольга Георгиевна (76) — советская и российская актриса, заслуженная артистка Российской Федерации (1994)[167].
- Хамадинуров, Шамиль Шарифьянович (64) — советский и российский башкирский артист эстрады, певец, народный артист Республики Башкортостан (2013)[168].

### 13 ноября
- Анестиади, Василий Христофорович (86) — советский и молдавский патобиолог, ректор Кишинёвского государственного института медицины и фармацевтики (1963—1986), действительный член Академии наук Молдовы (1972), профессор, доктор медицинских наук, кавалер Ордена Республики (2005), брат Николая Анестиади[169].
- Баррос, Мануэл ди (97) — бразильский поэт, двукратный лауреат Премии Жабути[170].
- Бендукидзе, Каха Автандилович (58) — грузинский и российский бизнесмен, министр экономики Грузии (2004—2007)[171].
- Берни, Майк (70) — британский джазовый саксофонист (Wizzard)[172].
- Гротендик, Александр (86) — французский[173] математик, входивший в группу «Николя Бурбаки», лауреат Филдсовской премии (1966)[174].
- Забуга, Николай Петрович (63) — украинский религиозный деятель, протоиерей, ректор Киевской духовной академии (1994—2007)[175].
- Ли, Ховард (83) — канадский хоккеист, бронзовый призёр зимних Олимпийских играх в Кортина-д’Ампеццо (1956)[176].
- Меньшиков, Станислав Михайлович (87) — советский и российский экономист, американист; доктор экономических наук, профессор[177].
- Петерс, Кришьянис (39) — латышский государственный и политический деятель, депутат VIII Сейма, министр сообщений (2006), сын Яниса Петерса[178].
- Солнье, Жак (86) — французский художник кино[179][180].
- Трошкеев, Юрий Анатольевич (75) — советский и белорусский театральный актёр, заслуженный артист РСФСР (1978)[181].
- Фейгенбаум, Арманд (92) — американский специалист в области качества, один из создателей метода всеобщего управления качеством[182].
- Шейнин, Виктор Семёнович (76) — советский и российский кинооператор («Версия полковника Зорина», «Гардемарины, вперёд!»), заслуженный деятель искусств Российской Федерации (1994)[183].

### 12 ноября
- Казыханов, Хозе Ракымханович (76) — казахстанский учёный-механик, заслуженный деятель Казахстана[184].
- Карлин, Лев Николаевич (66) — советский и российский гидрометеоролог, ректор Российского государственного гидрометеорологического университета (с 1989 года), заслуженный работник высшей школы Российской Федерации (2002)[185].
- Кларк, Уоррен (67) — британский актёр[186].
- Паско, Ричард (88) — британский актёр[187].
- Рукема, Мардж[англ.] (85) — американский политик, депутат Палаты представителей Конгресса США (1981—2003) от Республиканской партии[188].
- Сендеров, Валерий Анатольевич (69) — советский диссидент, математик, педагог, публицист, правозащитник, политзаключённый (1982—1987)[189].
- Серебряников, Виктор Петрович (74) — советский футболист, пятикратный чемпион СССР в составе «Динамо» (Киев), участник чемпионатов мира (1966, 1970)[190].
- Чопра, Рави (68) — индийский режиссёр и продюсер («Папа», «Любовь и предательство»)[191].

### 11 ноября
- Андреев, Лев Васильевич[значимость?] — российский художник и архитектор, почётный гражданин Торжка[192].
- Гиббс, Ребека (41) — британская актриса[193].
- Джексон, Генри (58) — американский рэпер из группы The Sugarhill Gang, основатель стиля хип-хоп[194].
- Доар, Джон (92) — американский юрист и общественный деятель, активист движения за гражданские права, кавалер Президентской медали Свободы[195].
- Зайцев, Степан Иванович (96) — советский хозяйственный деятель, директор Сибирского химического комбината (1965—1990), Герой Социалистического Труда (1966), лауреат Ленинской (1984), Сталинской (1951) и Государственной премии СССР (1962, 1978)[196].
- Ларре, Эрик (100) — норвежский юрист и бизнесмен, участник движения Сопротивления[197].
- Пирумов, Владимир Семёнович (88) — советский и российский военный деятель, контр-адмирал, начальник кафедры радиоэлектронной борьбы Военной академии Генерального штаба Вооружённых Сил СССР (1985—1990), лауреат Государственной премии Российской Федерации (1997), заслуженный деятель науки РСФСР (1992)[198].
- Поволоцкая, Любовь Викторовна (61) — российская киноактриса («Пушкин. Последняя дуэль», «Пепел»)[199].
- Сьюзи, Кэрол Энн (62) — американская актриса («Теория Большого взрыва»)[200].
- Таха, Мухммед Салих (?) — палестинский политический деятель, один из основателей и лидеров ХАМАСа[201].
- Эрнандес, Сервандо (78) — мексиканский политик, губернатор Мичоакана (1970—1974)[202].

### 10 ноября
- Бегельдинов, Талгат Якубекович (92) — советский лётчик-штурмовик, дважды Герой Советского Союза (1944, 1945), генерал-майор авиации Казахстана[203].
- Больковац, Йосип (93) — югославский и хорватский государственный деятель, первый министр внутренних дел Хорватии (1990—1991)[204].
- Госс, Уэйн (63) — австралийский политик, премьер-министр Квинсленда (1989—1996)[205].
- Додд, Стив (86) — австралийский актёр («Матрица»)[206].
- Молчанов, Александр Артёмович (73) — советский и украинский математик, доктор физико-математических наук, профессор, академик Академии наук высшей школы Украины, заслуженный деятель науки и техники Украины (1998)[207].
- Окладников, Николай Анатольевич (85)[значимость?] — российский краевед, профессор, действительный член Российского географического общества, ветеран МВД; несчастный случай[208].
- Панова, Виктория Анатольевна (15) — неоднократная чемпионка Украины и мира по современным танцам; автокатастрофа[209].
- Такакура, Кэн (83) — японский актёр и певец, лауреат около двух десятков кинематографических и нескольких государственных наград[210].
- Фролов, Валерий Дмитриевич (67) — белорусский оппозиционный политик, депутат Палаты представителей Нацсобрания Беларуси, руководитель оппозиционной группы «Республика» (2000—2004), заместитель председателя Белорусской социал-демократической партии (Грамады) (2007—2010, с 2011), генерал-майор (тело найдено в этот день)[211].
- Чебышева, Маргарита Петровна (81) — российская поэтесса[212].

### 9 ноября
- Айдаш, Юрий Григорьевич (76) — советский и российский писатель, публицист и переводчик, заслуженный деятель искусств Чувашии[213].
- Бояршинов, Денис Владимирович (35)[значимость?] — российский театральный актёр, солист Пермского театра юного зрителя (2005—2014)[214].
- Бухнер, Аннемари (90) — западногерманская горнолыжница, трёхкратный призёр зимних Олимпийских играх в Осло (1952)[215].
- Горбачёва, Наталья Николаевна (55) — российский поэт и журналист[216].
- Грациа, Юджин (80) — американский хоккеист, чемпион зимних Олимпийских игр в Скво-Вэлли (1960)[217].
- Гугенишвили, Гурам (28) — грузинский боец смешанных единоборств, первый чемпион M-1 Challenge в тяжёлом весе; автокатастрофа[218].
- Кеклен, Эрик (64) — французский гребец, бронзовый призёр чемпионата мира по гребному слалому (1973)[219].
- Локтионов, Игорь (28) — украинский баскетболист, двукратный чемпион Украины в составе «Азовмаша»; инсульт[220].
- Монкада, Оскар (?) — никарагуанский политик, Президент Национальной Ассамблеи (1999—2001)[221].
- Монтгомери, Рэймонд Элмиран (78) — британский детский писатель (Choose Your Own Adventure)[222].
- Морозевич, Анатолий Николаевич (66) — белорусский учёный, доктор технических наук (1990), профессор (1991), ректор Академии управления при Президенте Республики Беларусь (с 2007 года), заслуженный работник образования Республики Беларусь (2014)[223].
- Нетолицка, Катерина (26) — чешская супермодель[224].
- Нуни, Геула (72) — израильская актриса[225].
- Сауд бин Мухаммед Аль Тани (48) — катарский шейх, министр культуры, искусств и культурного наследия Катара (1997—2005), коллекционер произведений искусства[226].
- Симич, Никола (80) — сербский актёр [227].
- Уолш, Джо (71) — ирландский политик, министр сельского хозяйства (1992—1994, 1997—2004)[228].

### 8 ноября
- Вандевеге, Эрни (86) — американский баскетболист, выступавший за клуб «Нью-Йорк Никс» (1949—1956)[229].
- Горрини, Луиджи (97) — итальянский лётчик-истребитель, участник Второй мировой войны, кавалер медалей «За воинскую доблесть»[230].
- Коц, Яков Иосифович (82) — советский и российский врач, доктор медицинских наук, профессор, заслуженный деятель науки Российской Федерации (1996)[231].
- Потапов, Александр Сергеевич (73) — советский и российский актёр театра и кино, народный артист РСФСР (1989)[232].
- Санчес Португаль, Уго (30) — испанский и мексиканский футболист и спортивный комментатор, сын Уго Санчеса[233].

### 7 ноября
- Гера, Золтан (91) — венгерский актёр, лауреат премии имени Кошута (2013)[234][235].
- Гратон, Франсуаза (84) — канадская актриса («Век помрачения»)[236].
- Ищенко, Валентина Мефодиевна (96) — советская и российская актриса, ведущая солистка Государственного театра оперы и балета Республики Коми, заслуженная артистка Коми АССР (1960)[237].
- Йорга, Любомир (82) — советский и молдавский танцор и музыкант-инструменталист, артист государственного академического ансамбля народного танца Молдовы «Жок», изобретатель музыкального инструмента — йоргофон, заслуженный деятель искусств Республики Молдова[238].
- Кович, Каетан (83) — словенский поэт и прозаик[239].
- Ковязина, Наталья Борисовна (65) — украинская актриса, заслуженная артистка Украины, актриса Национального академического театра русской драмы имени Леси Украинки и кино («Звезда пленительного счастья», «Возвращение Мухтара — 7»)[240].
- Сенкевич, Мечеслав Иванович (77) — российский дипломат, Чрезвычайный и Полномочный Посол в Таджикистане (1992—1997), Хорватии (1997—1998)[241].
- Сулейманов, Яков Магомед-Алиевич (93) — участник Великой Отечественной войны, Герой Советского Союза (1945)[242].
- Фаурер, Линкольн (86) — американский военный деятель, генерал-лейтенант ВВС, директор Агентства национальной безопасности США (1981—1985)[243].
- Цветкова, Матрёна Дмитриевна (90) — бывшая звеньевая полеводческого звена колхоза им. К. Ворошилова Яльчикского района Чувашской АССР, Герой Социалистического Труда (1948)[244].

### 6 ноября
- Данчишин, Леонид Тимофеевич (82) — советский и украинский киноактёр («Бумбараш», «Подвиг Одессы»)[245].
- Костецкий, Виктор Александрович (73) — советский и российский актёр театра и кино, артист Ленинградского театра им. А. С. Пушкина, заслуженный артист РСФСР (1978); сердечный приступ[246].
- Кукелс, Харий (73) — советский и латвийский кинооператор[247].
- Макферсон, Томас (94) — шотландский и британский военный деятель, Командор Ордена Британской империи[248].
- Меддеб, Абдельвахаб (68) — французский, тунисский поэт[249].
- Перссон, Карл (94) — шведский юрист, руководитель (национальный комиссар) полиции Швеции (1964—1978), губернатор ленов Халланд (1978—1979) и Гётеборг-Бохус (1979—1980)[250].
- Петренко, Леонид (60)[значимость?] — российский актёр театра и кино, пародист, бывший солист группы «Дюна»[251].
- Попрядухин, Роман Николаевич (85) — советский архитектор, главный архитектор Пензы (1962—1985), заслуженный архитектор РСФСР (1991)[252].
- Розенберг, Уильям (94) — датский актёр[253].
- Росас, Рик (65) — американский сессионный бас-гитарист (Нил Янг, Джо Уолш, Crosby, Stills, Nash & Young)[254].
- Тавасиев, Станислав Тавасович (54) — российский скульптор, заслуженный художник Российской Федерации (2009)[255].
- Фернандес, Эгберт (73) — кенийский хоккеист (хоккей на траве), нападающий.
- Фюрст, Филипп (77) — немецкий гимнаст, бронзовый призёр летних Олимпийских игр в Токио (1964) в командном первенстве[256].
- Чохонелидзе, Реваз (75) — советский и грузинский хореограф, главный хореограф Государственного Академического ансамбля народной песни и танца Грузии «Эрисиони», народный артист Грузии, лауреат Государственной премии и премии Шота Руставели[257].

### 5 ноября
- Азимов, Шмуэль Хаимович (69) — французский хабадский раввин, выходец из СССР, педагог, деятель движения Хабад-Любавич[258].
- Акобия, Юрий Абрамович (77) — советский и грузинский шахматный композитор, международный арбитр по шахматной композиции (1995)[259].
- Девотченко, Алексей Валерьевич (49) — советский и российский актёр театра и кино, заслуженный артист Российской Федерации (2006) (тело обнаружено в этот день)[260].
- Мовсесян, Владимир Мигранович (80) — советский и армянский государственный и политический деятель, первый секретарь ЦК КП Армении (1990), член Политбюро ЦК КПСС (1990)[261].
- Нельсон, Джек (82) — американский пловец и тренер, главный тренер женской сборной США на летних Олимпийских играх в Монреале (1976)[262].
- Осоргин, Николай Михайлович (90)[значимость?] — российский религиозный деятель, регент Свято-Сергиевского подворья, бывший профессор Свято-Сергиевского богословского института в Париже и регент церкви преп. Сергия Радонежского[263].
- Пирцхалава, Гурам Николаевич (74) — советский и грузинский актёр театра и кино, заслуженный артист Грузинской ССР[264].
- Манитас де Плата (93) — французский гитарист[265].
- Хартл, Рой (83) — английский футболист, обладатель кубка Англии по футболу (1958) в составе «Болтон Уондерерс»[266].
- Шлуш, Шломо (72) — израильский религиозный деятель, главный раввин Хайфы[267].

### 4 ноября
- Евфимий (Лука) (99) — епископ Румынской православной церкви; архиепископ Романский и Бакэуский Молдавской митрополии Румынской православной церкви (c 2009 года)[268].
- Оливера, Энрике (74) — аргентинский государственный деятель, глава правительства (мэр) Буэнос-Айреса (1999—2000)[269].
- Симутис, Людвикас[лит.] (79) — литовский политический деятель[270].
- Скьёдт, Аннэус (младший) (94) — норвежский адвокат и военный деятель, кавалер Ордена Британской империи[271].
- Стюарт, Эдди (83) — южноафриканский футболист, трёхкратный чемпион Англии по футболу в составе «Вулверхэмптон Уондерерс» (1954,1958, 1959)[272].
- Хогг, Дерек (84) — английский футболист[273].
- Чэпман, Ли (75) — американская актриса и сценарист («Грязная Мэри, сумасшедший Ларри», «Октагон»)[274].
- Черноморцев, Виктор Михайлович (66) — советский и российский оперный певец, солист Мариинского театра, народный артист Российской Федерации (2007)[275].
- Шаал, Ричард (86) — американский актёр («Однажды укушенный»)[276].

### 3 ноября
- Амрапуркар, Садашив (58) — индийский актёр[277].
- Иванов, Александр Сергеевич (37)[значимость?] — российский предприниматель, заместитель председателя правления «Внешэкономбанка» (с 2012 года), сын Сергея Иванова[278].
- Кряжимский, Аркадий Викторович (65) — советский и российский математик, академик РАН[279].
- Ксенофонтов, Иван Ксенофонтович (88) — советский и российский актёр и театральный деятель, директор Чувашской государственной филармонии, директор Чувашского государственного театра юного зрителя имени М. Сеспеля, директор Государственного ордена «Знак почёта» Русского драматического театра[280].
- Мартелли, Аугусто (74) — итальянский композитор и дирижёр[281].
- Смирнов, Сергей Игнатьевич (92) — советский и российский живописец, заслуженный художник Российской Федерации (1999)[282].
- Таллок, Гордон (92) — американский экономист[283].
- Тимофеева, Нина Владимировна (79) — советская балерина и актриса, народная артистка СССР (1969)[284].
- Эддин, Мариам (81) — египетская актриса[285].

### 2 ноября
- Баев, Вениамин Дмитриевич (83)[значимость?] — советский партийный и российский общественный деятель, секретарь по промышленности, транспорту и связи Читинского обкома КПСС (1979—1990), председатель исполкома движения «За возрождение Забайкалья» (с 1997 года)[286].
- Билк, Акер (85) — британский кларнетист[287].
- Де, Пьер[фр.] (92) — французский историк искусства и критик, журналист, исследователь творчества Пабло Пикассо[288].
- Кадиевич, Велько (88) — югославский военачальник и государственный деятель, последний министр обороны СФРЮ (1988—1992)[289].
- Каспаров, Иван Яковлевич (78) — советский и российский тренер, главный тренер женского гандбольного клуба «Сокол» (Брянская область), заслуженный тренер России[290].
- Лэтэм, Ларри (?) — американский режиссёр анимационного кино («Чудеса на виражах»)[291].
- Минаццоли, Кристиана (83) — французская актриса («Мадам Бовари», «Ад»)[292].
- Романовский, Алексей Корнеевич (96) — украинский советский деятель.
- Сучилин, Владимир Викторович (64) — советский футболист, полузащитник, чемпион СССР (1976) в составе московского «Торпедо»[293].
- Тевет, Шабтай (89) — израильский историк, лауреат Премии Израиля (2005)[294].
- Фейервезер, Джеки (46) — австралийская спортсменка, неоднократный победитель и призёр мировых чемпионатов по триатлону и диатлону[295].

### 1 ноября
- Биоска, Густау (86) — испанский футболист, выступавший за «Барселону» (1949—1958), трёхкратный чемпион Испании (1949, 1952, 1953), обладатель первого Кубка ярмарок (1958)[296].
- Гарибян, Асмик Ишхановна (34)[значимость?] — армянская певица, актриса[297].
- Герасимов, Юрий Александрович (68) — советский и российский хозяйственный деятель, генеральный директор НП «Объединение предприятий „Тверьоблстром“», заслуженный строитель Российской Федерации (1997), лауреат премии Совета Министров СССР[298].
- Гущин, Вадим Борисович (56) — российский актёр театра и кино, мастер дубляжа[299].
- Даукеев, Гумарбек Жусупбекович (66) — казахский организатор высшей школы, ректор Алматинского университета энергетики и связи (с 1997 года)[300].
- Ле Барс, Юг (64) — французский композитор и музыкант[301].
- Мэйнард, Бриттани (29) — американский активист за эвтаназию[302].
- Нелюбин, Лев Львович (87) — советский и российский военный педагог, профессор, начальник кафедры английского языка (основного) факультета западных языков Военного Краснознамённого института Министерства обороны СССР (1974—1985), заслуженный деятель науки Российской Федерации (1994)[303].
- Саддлер, Дональд (96) — американский танцор и хореограф, двукратный лауреат премии «Тони» (1953,1971), лауреат премии «Драма Деск» (1971)[304].
- Силенти, Вира (83) — итальянская актриса[305][306].
- Статик, Уэйн (48) — американский музыкант и ведущий вокалист, гитарист, программист индастриал-метал-группы Static-X[307].
- Фэруэтер, Жаклин (46) — австралийская бегунья на блинные дистанции и триатлонистка, бронзовый призёр Игр содружества 2002 года[308].
- Шарыпов, Анатолий Нестерович (80) — советский и российский дагестанский художник-график; несчастный случай[309].